# Organisme unicel·lular

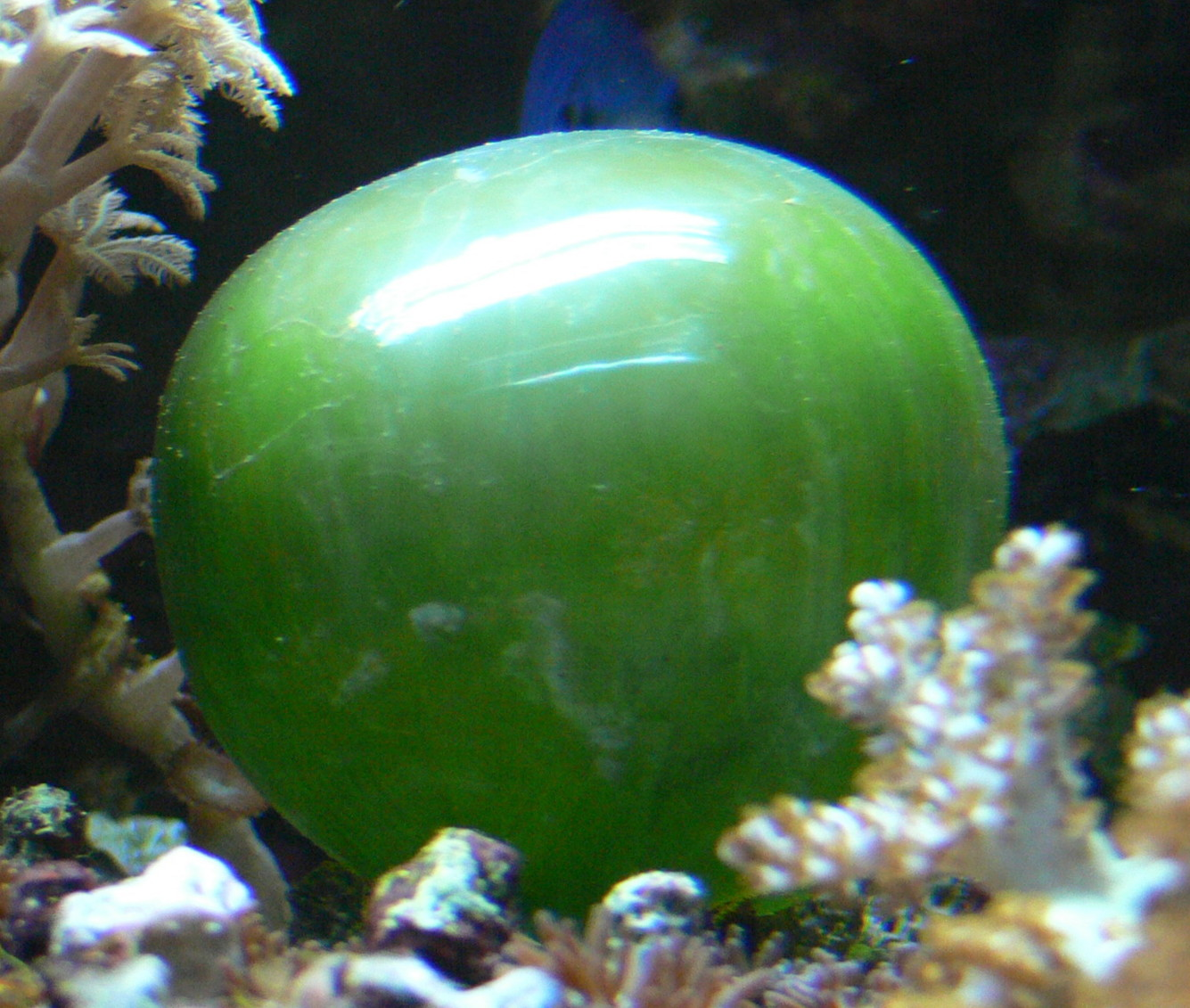
Valonia ventricosa un dels unicel·lulars més grossos.

Un organisme unicel·lular és un organisme constituït per una única cèl·lula. Tots els bacteris, els arqueus i bona part dels protists —les algues unicel·lulars i els protozous— són organismes unicel·lulars.
Representen la immensa majoria dels organismes que habiten la Terra. També tots els organismes pluricel·lulars procedeixen d'una sola cèl·lula en l'origen de la seva vida.
Els organismes procariotes són unicel·lulars, mentre que els organismes pluricel·lulars són tots eucariotes. Tanmateix, també hi ha nombrosos organismes unicel·lulars eucariotes, la majoria classificats tradicionalment com a protists.
Els éssers unicel·lulars són més primitius que els pluricel·lulars en ser menys complexos. Els unicel·lulars tenen (fongs, bacteris) una sola cèl·lula i no tenen teixits.
La circulació en els organismes unicel·lulars es fa pel moviment del citoplasma de la cèl·lula, procés que es diu ciclosi.
Els primers organismes unicel·lulars van aparèixer en el Precambrià.

## Mida
La majoria dels organismes unicel·lulars són de mida microscòpica i, per tant, classificades com microorganismes. Tanmateix alguns protistes unicel·lulars, són macroscòpics i visibles a ull nu. Els exemples inclouen:
- Valonia ventricosa, amb un diàmetre d'1 a 4 centímetres és un dels unicel·lulars més grossos.[3][4]
- Syringammina fragilissima
- Thiomargarita namibiensis